# DESIRE -정열-
〈DESIRE -정열-〉(일본어: DESIRE -情熱- ディザイア じょうねつ[*])은 1986년 2월 3일에 발표한 일본의 여가수 나카모리 아키나의 14번째 싱글이다. (EP: L-1750) 작사는 아키 요코(阿木燿子)가, 작곡은 스즈키 키사부로(鈴木キサブロー)가, 편곡은 시이나 카즈오(椎名和夫)가 담당하였다. 발매 직후 가수인 나카모리가 음악 방송에서 선보인 독특한 무대 의상과 안무 등이 화제가 되며 인기를 얻었다. 싱글의 A면인 동명의 곡의 히트로 나카모리는 1985년에 이어 2년 연속으로 일본 레코드 대상을 수상하는 등 수많은 시상식에서 상을 받은 그녀의 대표곡 중 하나이다.
B면은 〈LA BOHÈME〉(라 보엠)이며 작사는 유카와 레이코(湯川れい子)가, 작곡은 츠시미 다카시(都志見隆)가, 편곡은 역시 시이나 카즈오가 도맡았다.

## 배경
〈DESIRE〉는 1986년 2월 3일 EP 싱글 레코드판으로 처음 출시되었다. 싱글 자켓에는 “이 레코드는 가능한 큰 소리로 틀어서 들어주세요.”(このレコードは可能な限り大音量でお聴き下さい。)라는 문구가 삽입되어 있었다. 원래 기획 당시에는 〈DESIRE〉가 B사이드 곡이었고〈LA BOHÈME〉이 A사이드 곡이었으나, 나카모리의 강력한 주장으로 결국 〈DESIRE〉가 싱글의 메인 곡이 되었다. 나카모리의 이전 곡들은 주로 남성 팬들의 열렬한 지지를 얻으며 그녀의 인기의 밑바탕이 되었으나 작사가인 아키 요코를 비롯한 일부 스태프들은 이번에는 궤도를 달리하여 여성 팬들에게 어필할 수 있는 가사와 멜로디라면 일본 레코드 대상 2연패를 달성할 수 있을 것이라고 주장하였고 이것이 관철되어 새로운 컨셉트의 곡을 제작하게 되었다.
싱글을 내기 전 자켓 사진을 촬영할 때 나카모리는 기모노를 입었는데 돌연 “이번 싱글에선 기모노를 입고 무대에 서고 싶다”라고 하였다.
이러한 나카모리의 뜻하지 않은 말에 주위의 스태프들이 난색을 표하였으나 결국 받아들여져서 스태프들이 협의 하에 서양식으로 개량한 기모노와 봅 가발을 쓰고 음악방송 프로그램에 나가기로 결정되었다. 또한 나카모리 아키나는 야구 투수의 투구 자세에서 착안하여 곡 후렴 부분의 클라이맥스에서 팔을 뻗으며 앉았다가 일어나는 역동적인 안무를 개발하였다.
싱글 발매 당시 곡의 제목은 〈DESIRE〉였다. 《밤의 히트 스튜디오》같은 음악방송 프로그램에서도 동명의 제목으로 소개하였으나 싱글 활동이 끝난 후 자신의 기획 앨범인 《CD'87》을 발매할 때 이 곡을 수록하면서 비로소 부제인 “-情熱-”을 추가하였다. 이후 방영된 방송 프로그램이나 개최한 콘서트, 새로 발매한 앨범 등에서는 모두 이 표기를 따르게 되었다. 발매 후, 이 곡은 광고에도 쓰였는데 당시 나카모리 아키나가 전속모델로 있었던 파이오니어의 제품 “PRIVATE CD 500AV” 광고의 삽입곡으로 쓰이기도 하였다.

## 차트 성적
〈DESIRE -정열-〉은 발매 직후 여러 음악방송 프로그램의 차트의 상위권을 차지하였고 도쿄방송의 심야 음악 프로그램인 《더 베스트텐》에서는 1986년 2월 20일부터 동년 4월 3일까지 7주 연속 1위를 달성하였다. 이어 같은 프로그램의 상반기결산에서는 1위, 연말특집인 연간총합 베스트텐에서는 2위를 달성하였다. 오리콘 주간 차트에는 1986년 2월 17일에 처음으로 올라가 곧 1위를 달성, 18주 동안 차트의 상위권을 유지하였다. 이어 오리콘 연간 차트에는 2위를 차지하여 총 52만 장을 판매하는 등 인기를 구가하였다.

## 평가 및 반응
나카모리 아키나가 음악방송 프로그램에서 자신이 고안한 무대의상을 입고 나간 후 대부분의 음악평론가들은 이러한 패션에 대해 “참신하고 기발하다”는 호평을 하였다. 특히 흥겨운 곡의 분위기와 맞는 무대의상과 함께 독창적으로 개발한 안무도 젊은 층의 호응을 얻게 된 한 요인으로 작용했다고 지적하였다. 음악평론가 마키아노 모토히로는 자신의 저서에서 이 곡에 대해 “처음에는 낮고 작은 피아니시모 보이스로 시작하다가 뒤의 고음역에서 압도적인 롱톤으로 이뤄진 2단 구성이 훗날 업템포 곡의 기본스타일로 정착되었다.”고 평하였다. 또한 음악전문 웹사이트인 CD 저널에서는 이 곡을 기점으로 나카모리의 보컬에 요염함이 더해가며 그 특이성이 점차 두드러지기 시작하였다고 코멘트하였다.
이러한 평론가들의 호평과 더불어 곡은 여러 시상식에서 많은 상을 받았고, 1986년 12월 31일에 열린 제27회 일본 레코드 대상에서 전년도에 이어 대상을 받았고 베스트 아티스트상을 수상하여 일본 레코드 대상 2연패라는 쾌거를 이룩하였다.
이와 함께 오리콘 엔터테인먼트에서 주최한 일본 레코드 세일즈 대상에서도 대상을 수상하였는데, 비록 〈DESIRE -정열-〉은 연간 차트에서 2위에 머물렀으나 가수인 나카모리가 같은 해에 발매한 싱글과 앨범의 판매량까지 합산하면 그 해 음반을 발표한 가수들 중 가장 많은 판매량을 기록하였기 때문에 대상을 받을 수 있었다.
2005년, 태평양 전쟁 종전 60주년을 맞아 NHK에서는 《좋은 노래 -홍백 모두의 앙케이트-》(スキウタ〜紅白みんなでアンケート〜)를 편성하여 지난 60년간 사랑을 받은 곡들을 앙케이트 조사했는데 〈DESIRE〉가 홍조(여성 가수) 중 11위를 차지하는 등 발표한지 20년이 넘었음에도 높은 순위를 차지하였다.
A사이드 곡인 〈DESIRE -정열-〉은 일본 풍으로 믹싱되어 흥겨운 분위기를 내는 것과 달리 B사이드 곡인〈LA BOHÈME〉은 하드 록 스타일로 믹싱된 곡이었다. NHK의 음악방송 프로그램 《영 스튜디오 101》(ヤングスタジオ101)에서 처음 선보인 이후 여러 방송사의 음악 프로그램에서 자주 불렀으며 차트의 상위권에도 줄곧 올라갔다. 이전 싱글들에선 B사이드 곡을 방송에서 선보이지 않았던 것과는 달리 나카모리 아키나는 〈DESIRE -정열-〉의 활동 이후 따로 휴식 기간을 두지 않고 계속 방송에 출연하였다. 이후 자신의 콘서트 투어에서도 엔딩 곡을 장식하는 등 비록 B사이드 곡이었지만 팬들로부터 큰 지지를 얻은 곡이었다.

## 셀프 커버와 리메이크
나카모리 아키나의 대표곡 중 하나였던 만큼, 가수 자신도 어레인지한 버전으로 된 노래를 여러 차례에 걸쳐 선보였다. 1995년 발매된 베스트 앨범 《true album akina 95 best》를 시작으로 2002년 데뷔 20주년 기념 앨범, 2006년에는 데뷔 25주년 기념 앨범에서도 각기 다르게 편곡하였으며 각 버전 역시 자신이 새로 녹음하기도 했다. 또한 여러 가수들이 이 곡을 리메이크하였는데 다카하시 마리코(髙橋真梨子)가 1989년 자신의 앨범에서 커버한 것을 시작으로 걸그룹 MAX 또한 2010년에 이 곡을 커버하였다. 의외로 1991년 아일랜드 출신의 여성그룹 놀런스가 일본에서 활동할 때 역시 이 곡을 커버, 영어 가사를 덧붙여 음반을 발매하기도 했다.

## 수록곡
| #            | 제목                                 | 작사          | 작곡            | 편곡          | 재생 시간 |
| ------------ | ------------------------------------ | ------------- | --------------- | ------------- | --------- |
| 1.           | 〈〈DESIRE -정열-〉(DESIRE -情熱-)〉 | 아키 요코     | 스즈키 키사부로 | 시이나 카즈오 | 4:24      |
| 2.           | 〈〈LA BOHÈME〉〉                    | 유카와 레이코 | 츠시마 다카시   | 시이나 카즈오 | 4:39      |
| 총 재생 시간 | 총 재생 시간                         | 총 재생 시간  | 총 재생 시간    | 총 재생 시간  | 9:03      |

## 크레딧
〈DESIRE -정열-〉의 라이너 노츠에서 발췌하였다.
- 촬영: 시미즈 노부미츠(清水伸充)
- 의상 (기모노 담당): 무라이 사치코(村井佐千子)
- 스타일리스트: 히가시노 구니코(東野邦子)
- 분장: 세키 테츠야(関哲也)
- 믹싱: 이시자키 노부로(石崎信郎)

## 수상
- 제19회 전일본유선방송대상 (상반기) - 그랑프리, 우수상
- 제12회 니혼 테레비 음악제 - 그랑프리, 우수상
- 제19회 일본유선대상 - 최다 리퀘스트 가수상, 우수음악상
- 제15회 FNS가요제 - 그랑프리, 우수가요음악상, 최우수히트상
- 제28회 일본 레코드 대상 - 대상, 금상, 베스트 아티스트상
- 제19회 일본 레코드 세일즈 대상 - 아티스트 세일즈 대상, 싱글 대상
- 제1회 일본 골드디스크 대상 - The Grand Prix Artist of the Year, The Best Artist of the Year, The Best Single of the Year

## 발매 일정
| 버전                       | 일정             | 레이블         | 포맷               |
| -------------------------- | ---------------- | -------------- | ------------------ |
| 〈DESIRE〉                 | 1986년 2월 3일   | 워너 뮤직 재팬 | EP (L-1750)        |
| 〈DESIRE -정열-〉 (재발매) | 1988년 6월 25일  | 워너 뮤직 재팬 | 8cmCD (10SL-144)   |
| 〈DESIRE -정열-〉 (재발매) | 1988년 12월 21일 | 워너 뮤직 재팬 | CT (10L5-4053)     |
| 〈DESIRE -정열-〉 (재발매) | 1998년 11월 26일 | 워너 뮤직 재팬 | 12cmCD (WPC6-8671) |
| 〈DESIRE -정열-〉 (재발매) | 2008년 11월 12일 | 워너 뮤직 재팬 | 디지털 다운로드    |